# حمله هوایی به صنعا اکتبر ۲۰۱۶
در حمله هوایی به صنعا در اکتبر ۲۰۱۶ که به یک عزاداری در صنعا در یمن در ۸ اکتبر ۲۰۱۶ شد، تعداد ۱۵۵ نفر کشته و حداقل ۵۲۵ نفر زخمی شدند که منجر به بار آمدن مرگ‌بارترین بمباران طی دو سال اخیر در جنگ داخلی یمن شد. نمایندهٔ دیدبان حقوق بشر نیز در این رابطه اظهار نگرانی کرد.